# Wyżnie Harnaskie Oko
Wyżnie Harnaskie Oko (słow. Malé Zbojnícke pleso) – staw w Dolinie Staroleśnej w słowackich Tatrach Wysokich, należący do grupy pięciu Harnaskich Stawów i wraz z nimi do jeszcze szerszej grupy Staroleśnych Stawów. Jest jednym z Harnaskich Ok, drugim jest położone bardziej na wschód Niżnie Harnaskie Oko (Prostredné Sesterské pleso).
Położenie stawu, podobnie jak nazewnictwo wielu sąsiednich, nie jest łatwe do ustalenia na podstawie dostępnych opracowań książkowych. Według Wielkiej encyklopedii tatrzańskiej Zofii i Witolda Henryka Paryskich stawek jest położony na wysokości ok. 1985 m, na zachód od Wyżniego Harnaskiego Stawu. Z kolei Bedeker tatrzański podaje wysokość 1960 m i informuje, że staw leży nieco na zachód od Pośredniego Harnaskiego Stawu. Jeśli przyjąć, że Wyżniemu Harnaskiemu Oku odpowiada słowackie Malé Zbojnícke pleso, to bliżsi prawdy są autorzy Bedekera. Słowacy zaliczają ten staw do grupy Zbójnickich Stawów (Zbojnícke plesá).
Staw nie został do tej pory dokładnie zmierzony.
Nazwa Harnaskich Stawów i Harnaskich Ok nawiązuje do sąsiednich Zbójnickich Stawów i pochodzi od słowa harnaś, oznaczającego wodza zbójników.